# Busdienst Delhi-Lahore

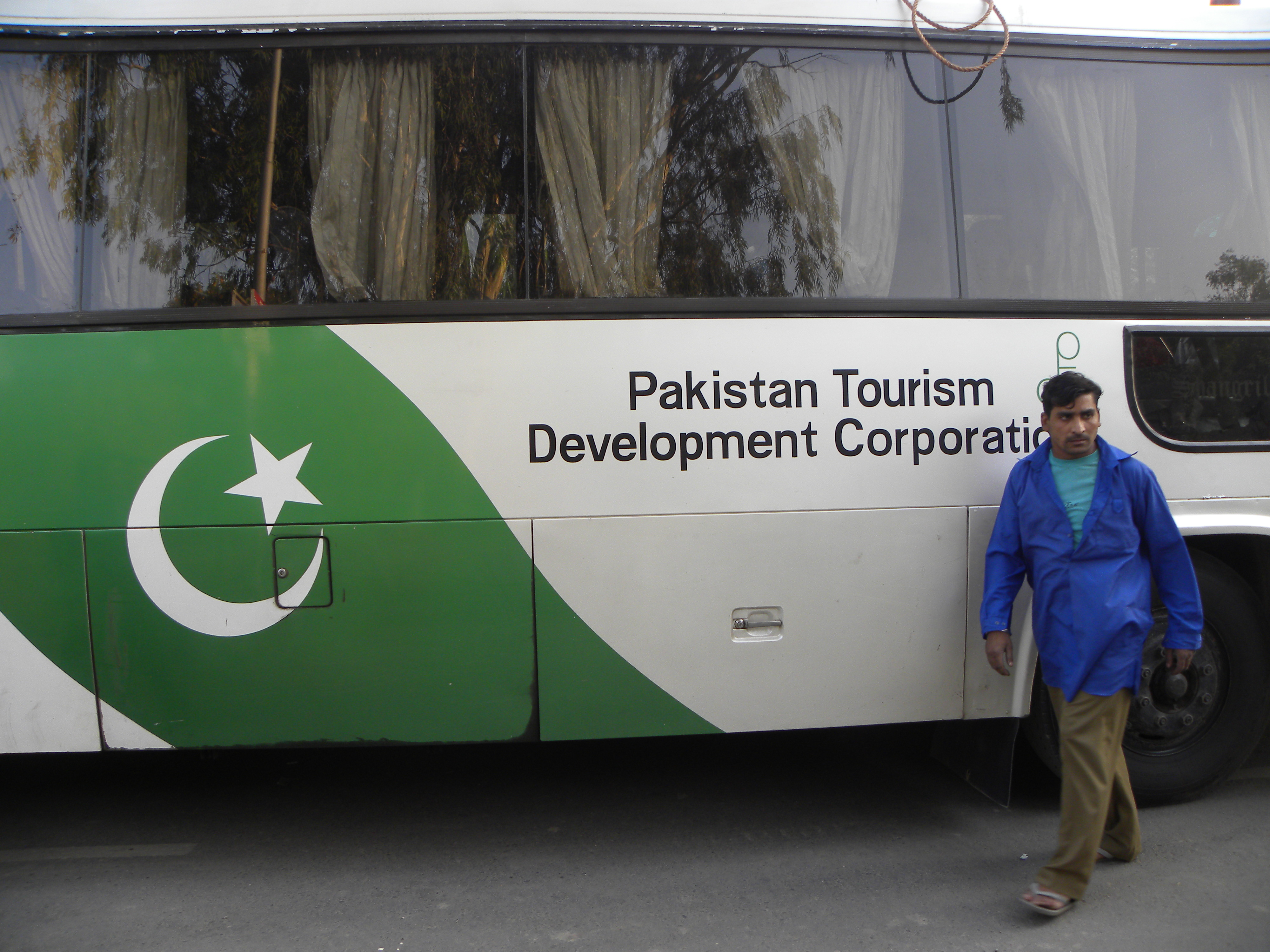
De Pakistaanse bus in Wagah. November 2010

De Busdienst Delhi–Lahore is een passagiersbusdienst tussen de Indiase hoofdstad Delhi en de Pakistaanse stad Lahore, via de grenspost in Wagah. Deze busdienst is symbolisch voor de pogingen van de overheden van beide landen om tot een vreedzame en vriendschappelijke relatie te komen.
De busdienst werd ingewijd op 19 februari 1999, met een rit waarmee de toenmalige Indiase premier Atal Bihari Vajpayee, op weg naar een topconferentie, naar Lahore reisde, en die in Wagah ontvangen werd door zijn Pakistaanse tegenhanger Nawaz Sharif. De officiële naam voor deze busdienst is Sada-e-Sarhad, hetgeen in Urdu staat voor Roep van de Grens.
Deze dienst ging daarna officieel van start op 16 maart 1999, en werd zelfs niet onderbroken na het uitbreken van de Kargil-oorlog De dienst werd wel onderbroken na de aanslag op het Indiase parlement in 2001 die leidde tot een ernstige confrontatie tussen India en Pakistan..

## Instelling van de busdienst
Sinds de deling van India in 1947 bestonden er reisbeperkingen tussen beide landen; de meeste weg- en spoorwegverbindingen werden verbroken. Het voorbeeld van de in 1976 ingestelde Samjhauta Express volgend, is deze buslijn ingesteld om families die aan beide zijden der grens wonen in staat te stellen familieleden te bezoeken, en om handel en toerisme te bevorderen. Deze busdienst was ook een sleutelonderdeel van de pogingen van de Pakistaanse en Indiase overheden om een ontdooiing te bewerkstelligen in de zwaar bekoelde verhoudingen die beide landen hadden nadat eerst India in Pokhran in 1998 een nucleaire test had gedaan en de daaropvolgende test van Pakistan in Chaghai. De bus maakte proefritten op 8 en 14 januari 1999, bij welke gelegenheden hoogwaardigheidsbekleders van beide naties meereisden. Vajpayee's reis en aankomst in Lahore werd aan beide kanten van de grens met veel fanfare werden begeleid. De gebeurtenis werd in de internationale pers breed uitgemeten. Met de eerste bus reisden ook diverse Indiase bekendheden mee, zoals Dev Anand, Satish Gujral, Javed Akhtar, Kuldip Nayar, Kapil Dev, Shatrughan Sinha en Mallika Sarabhai. Beide overheden kondigden spoedig daarna de Lahore Declaratie van 1999 af, waarin beide naties zich ertoe verbonden om tot een vreedzame oplossing van bilaterale conflicten te komen, specifiek met betrekking tot de onenigheid over Kasjmir, en om overeenstemming te komen over hun nucleaire arsenaal, en daarnaast vriendschappelijke handels- en culturele betrekkingen te onderhouden.

## Onderbreking
Alhoewel de dienst tijdens de Kargiloorlog in 1999 gewoon doorgang vond, werd deze onderbroken na de aanslag op het Indiase parlement op 13 december 2001 waar India Pakistan van beschuldigde een hand in te hebben gehad. De busdienst werd hervat op 16 juli 2003, nadat de bilaterale betrekkingen weer wat verbeterd waren.

## Symbolisme
Ondanks de onderbrekingen als gevolg van onderlinge spanningen blijft de busdienst Delhi-Lahore een symbool voor de vriendschap waar beide naties naar streven.. Sinds de indienststelling hebben handelsdelegaties, diplomaten en bekendheden uit beide landen gebruikgemaakt van deze dienst. Toen het Indiase cricketteam in 2004 op tournee ging door Pakistan, stond de Pakistaanse overheid toe dat 10.000 Indiërs de match in Lahore bijwoonden; velen daarvan reisden met deze buslijn, en werden met fanfare bij de grens opgewacht. Het jaar daarop maakte het Pakistaanse team op zijn beurt een rondreis in India en werd een groot aantal Pakistaanse fans toegelaten, die toen ook via deze buslijn reisden.

## Details van de busdienst

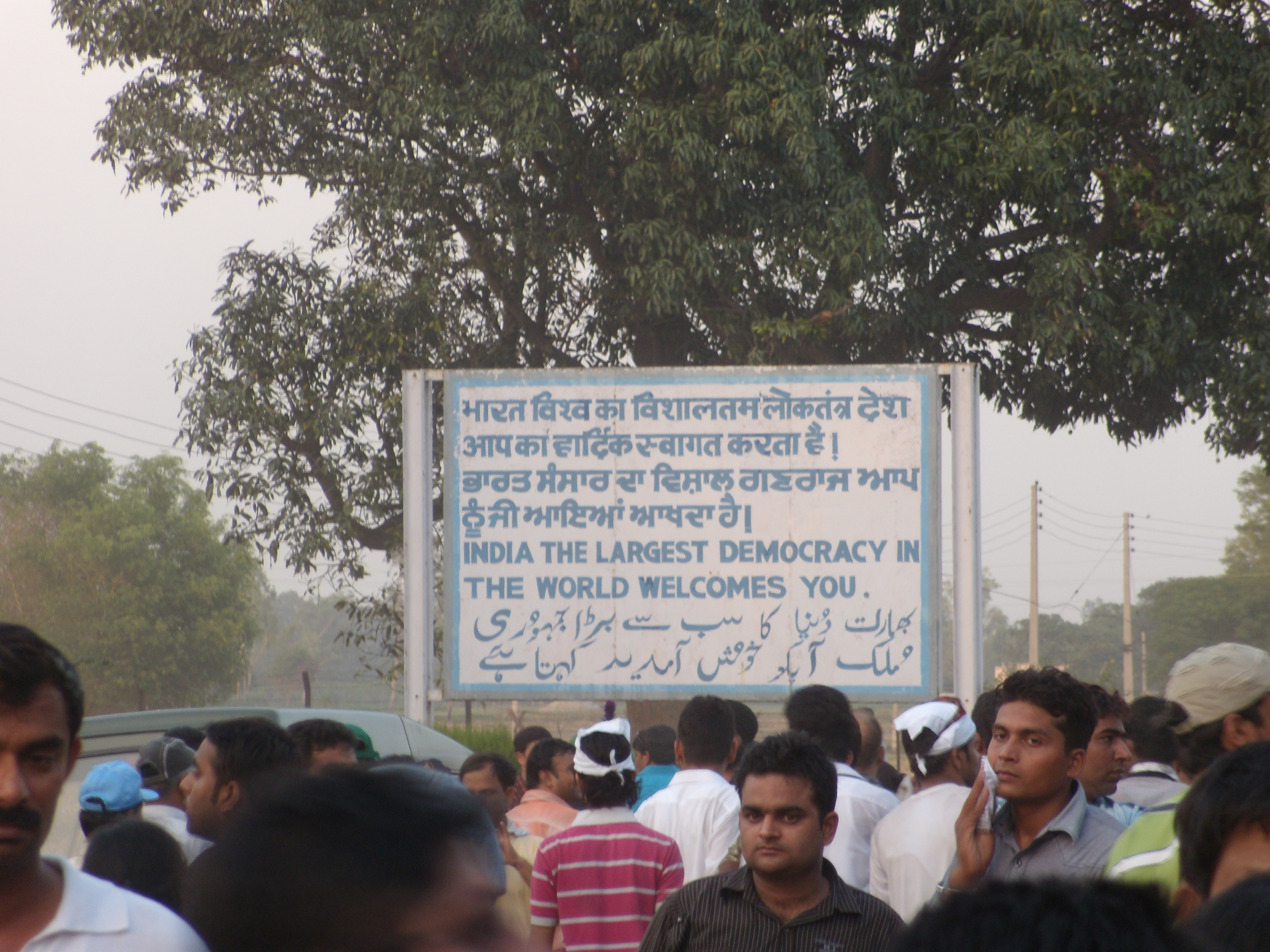
Bordje bij de grens in Wagah

De busdienst wordt gezamenlijk uitgevoerd door de Delhi Transport Corporation en de Pakistan Tourism Development Corporation. De DTC verzorgt de dienst die iedere dinsdag en vrijdag vertrekt van de Dr. Ambedkar Terminal in Delhi, en de PDTC verzorgt de diensten van woensdag en vrijdag. De retourdienst vanuit Lahore wordt op woensdag en zaterdag door de DTC verzorgd, en door de PTDC op dinsdag en vrijdag. De prijs voor een enkeltje is Rs 1500 voor volwassen en Rs 1000 voor kinderen jonger dan 12. Kinderen onder de twee jaar reizen gratis.
De autoriteiten aan beide zijden van de grens zien strikt toe op de veiligheid van de dienst. Passagiers en bagage worden uitgebreid gecontroleerd. Gevaarlijke stoffen zijn verboden aan boord, en waardevolle bezittingen worden genoteerd. Er is strikte douane- en paspoortcontrole in Wagah in Pakistan, en eveneens op de eerste stop in India, in Kartarpur. Passagiers moeten hun paspoorten en visum bij zich hebben, alsmede hun vervoersbewijzen. Check-in is twee uur voor vertrek. Verlies van reisdocumenten moet gemeld worden bij de autoriteiten.
De bus stopt voor maaltijden en bevoorrading in Wagah en in Pipli (een dorpje aan de rand van Kurukshetra), Sirhind en Kartarpur in India. De gehele reis duurt onder optimale omstandigheden ongeveer 8 uur, en is ongeveer 530 kilometer lang. De bus is uitgerust met airconditioning, en er worden films vertoond. Er is ook gedurende de gehele rit een mobiele telefoonservice beschikbaar.